# 華足寺
華足寺（けそくじ）は、宮城県登米市東和町にある真言宗智山派の寺院。山号は竹峰山。本尊は馬頭観世音菩薩で、奥州三十三観音霊場第15番札所である。

## 歴史
寺伝によると807年（大同2年）、坂上田村麻呂が蝦夷征討で当地を訪れた際、戦没者の霊と戦死した愛馬を慰める為に馬頭観音（馬頭明王）を勧請し、愛馬を埋めた塚の上に堂を造営したのが始まりとされる。以来、牛馬の守護神としてそれらに従事する者や関係者から信仰の対象となり奥州七観音の１つにも数えられた。平安時代には奥州藤原氏の庇護を受けたが、1570年（元亀元年）に焼失した。江戸時代には仙台藩主・伊達氏によって再興され、1661年（寛文元年）に4代・綱村から寺領を、1787年（天明6年）に8代・斉村から馬頭観音堂を、1799年（寛政11年）に9代・周宗から山門をそれぞれ寄進されている。

## 指定文化財

### 山門
山門（楼門）の屋根は正面3間・側面4間、重層、入母屋造本瓦葺。過去数回修理され更に1976年（昭和51年）に吹き替えられたがその他は創建時（1799年）のままの姿であり、棟の魔除けの龍は対になっている。又、右には増長天、左には多聞天の四天王2神を配し、二階には十二支の守り本尊八神像を安置している。1992年（平成4年）に宮城県から有形文化財に指定された。

### 客殿
木造平屋建桁行8間、梁行5間、屋根は入母屋造、色瓦葺（もと茅葺）、石場建、玄関の間口は2間、奥行は5尺ほどある。建築年代は不明。特徴は玄関の位置が正面ではなく端に設けてあること、床面の向きが通常のものとは逆向きとなっていること、天井が竿天井であること、近隣では見られない欄間の造りとなっていることなどがあげられる。山門と同日に宮城県から有形文化財に指定された。

### 馬頭観音堂
馬頭観音は動物燐憫の守護仏であり、馬の霊場としては日本最古と伝えられる。古には三十数ヶ寺の末寺を有した名刹であったが戦国時代の戦禍により焼失した。現在の本堂は伊達斉村に再建された。1989年（平成元年）に東和町（当時）から文化財に指定された。

## ギャラリー

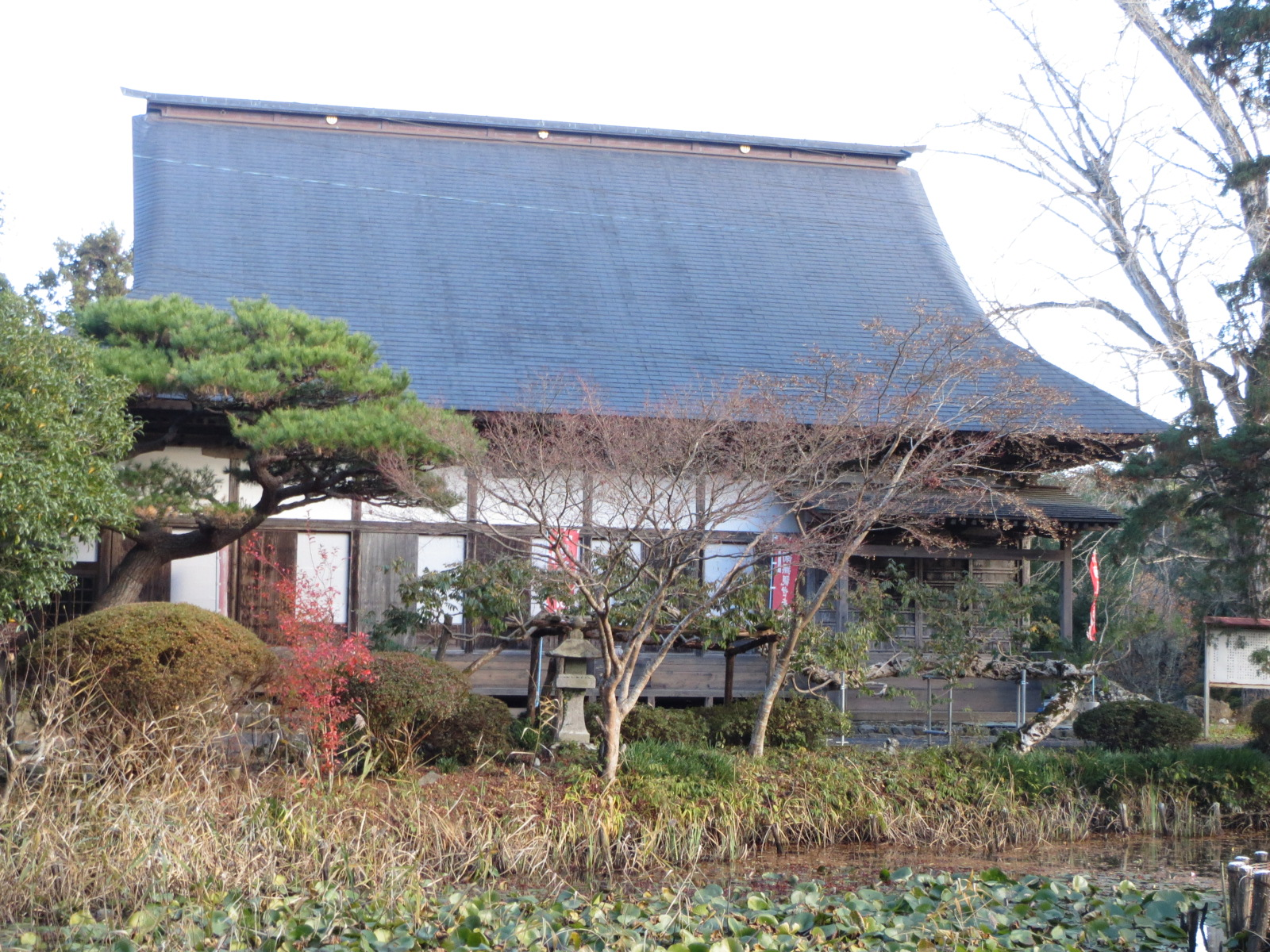
客殿
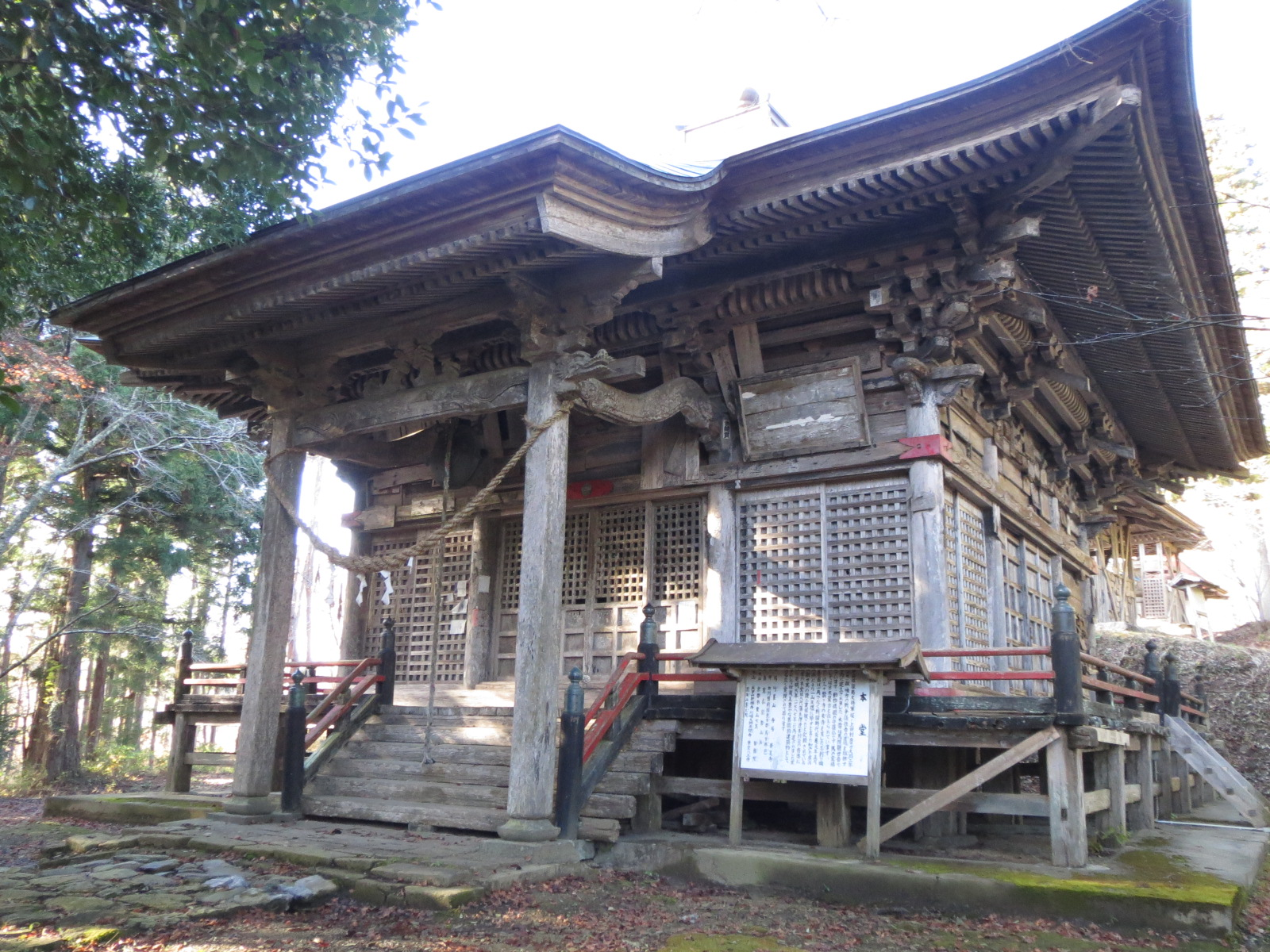
馬頭観音堂
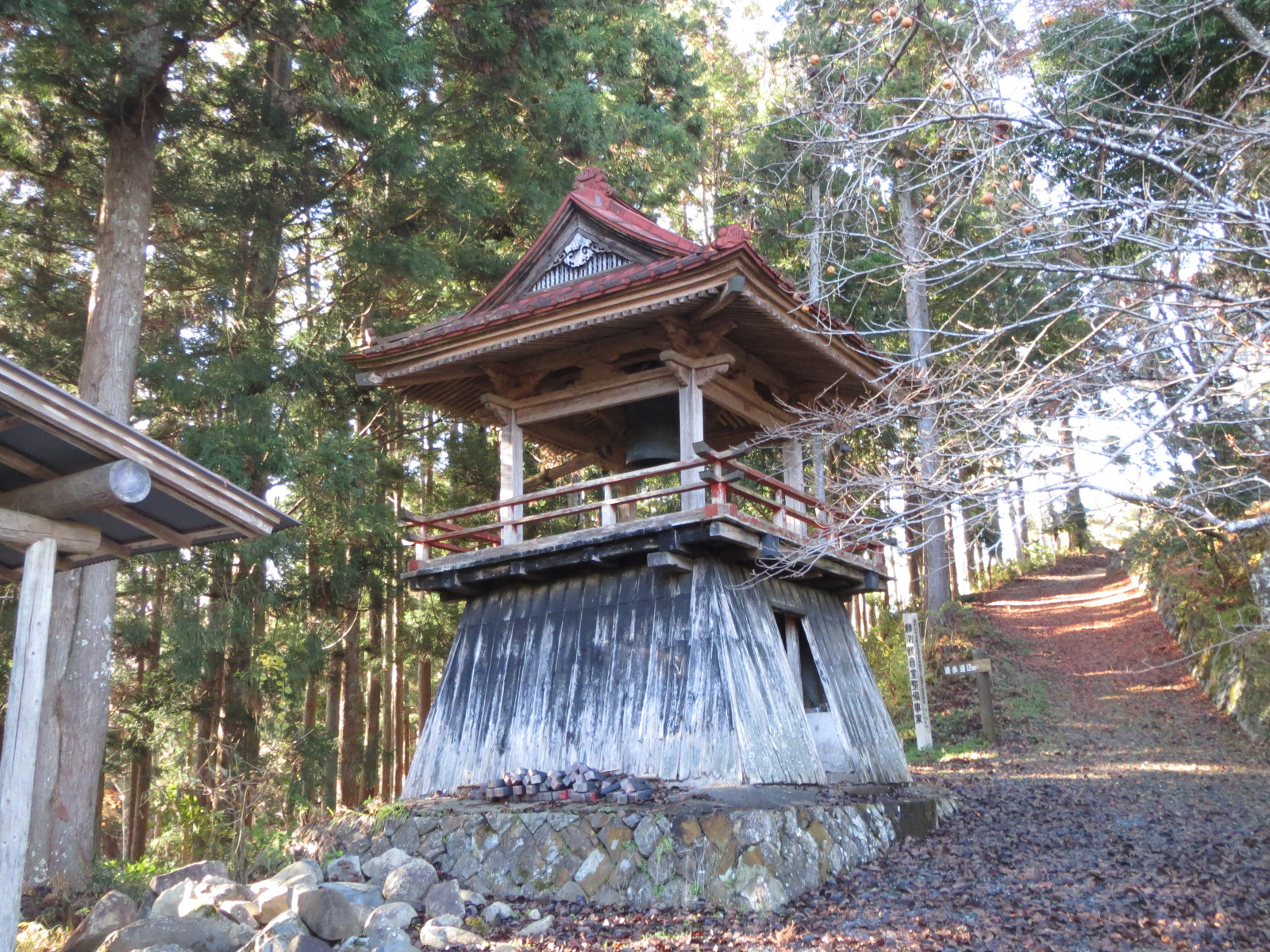
鐘楼